# Арнор Смарасон
Арнор Смарасон (ісл. Arnór Smárason, нар. 7 вересня 1988, Акранес) — ісландський футболіст, півзахисник, нападник клубу «Валюр».
Виступав, зокрема, за клуб «Геренвен», а також національну збірну Ісландії.

## Клубна кар'єра
У дорослому футболі дебютував 2007 року виступами за команду «Геренвен», в якій провів три сезони, взявши участь у 25 матчах чемпіонату. 
Згодом з 2010 по 2020 рік грав у складі команд «Есб'єрг», «Гельсінгборг», «Торпедо» (Москва), «Гельсінгборг», «Гаммарбю» та «Ліллестрем».
До складу клубу «Валюр» приєднався 2021 року. Станом на 8 січня 2023 року відіграв за рейк'явіцьку команду 30 матчів в національному чемпіонаті.

## Виступи за збірні
Протягом 2006–2011 років залучався до складу молодіжної збірної Ісландії. На молодіжному рівні зіграв у 10 офіційних матчах, забив 2 голи.
У 2008 році дебютував в офіційних матчах у складі національної збірної Ісландії.

## Титули і досягнення
- Володар Кубка Нідерландів (1):

«Геренвен»: 2008-09
- Володар Кубка Данії (1):

«Есб'єрг»: 2012-13